# The Hot Box
Pour plus de détails, voir Fiche technique et Distribution.
The Hot Box est un film d'exploitation de type women in prison sorti en 1972, réalisé par Joe Viola.

## Synopsis
Quatre infirmières américaines travaillant pour la République de San Rosario sont kidnappées par les guérilléros qui veulent avoir aussi leur service de soins.

## Fiche technique
- Titre anglais : The Hot Box
- Genre : Film d'exploitation, women in prison
- Réalisation : Joe Viola
- Scénario : Joe Viola, Jonathan Demme
- Musique : Restie Umali
- Production : Jonathan Demme, Cirio H. Santiago pour New World Pictures
- Pays :  États-Unis
- Durée : 88 min
- Date de sortie aux États-Unis : mai 1972
- Budget : 181 000 US $[1]

## Distribution
- Carmen Argenziano : Flavio, guérillero
- Andrea Cagan : Bunny Kincaid
- Margaret Markov : Lynn Forrest
- Rickey Richardson : Ellie St. George
- Laurie Rose (en) : Sue Pennwright
- Zaldy Zschornack : Ronaldo Montoya
- Jose Romulo : Crao
- Rocco Montalban : Carragiero
- Charles Dierkop : Garcia, soi-disant journaliste, en fait Major Dubay
- Gina Laforteza : Florida
- Ruben Ramos : Mimmo
- Ruben Rustia